# Cladonia multiformis
Cladonia multiformis är en lavart som beskrevs av G. Merr.. Cladonia multiformis ingår i släktet Cladonia,  och familjen Cladoniaceae.   Inga underarter finns listade.

## Källor

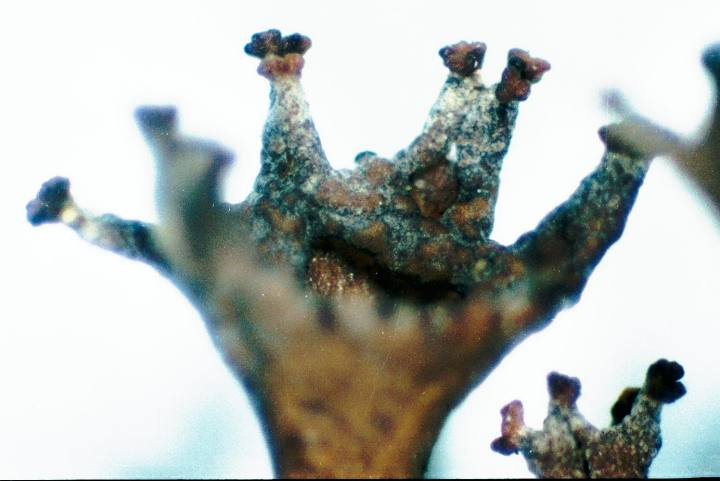
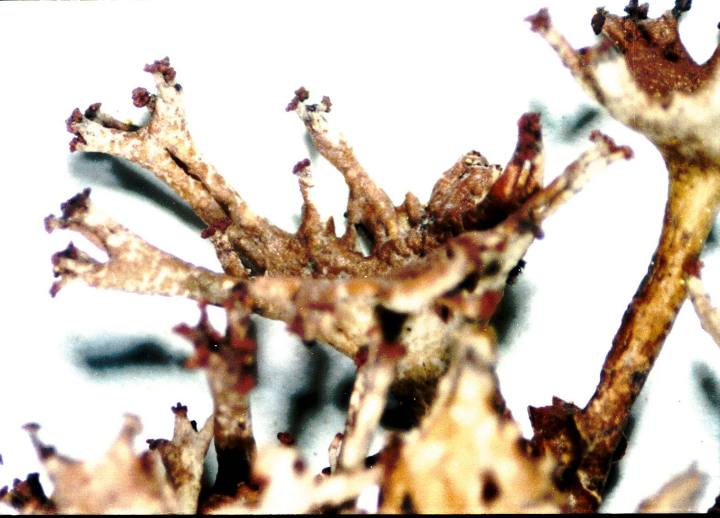
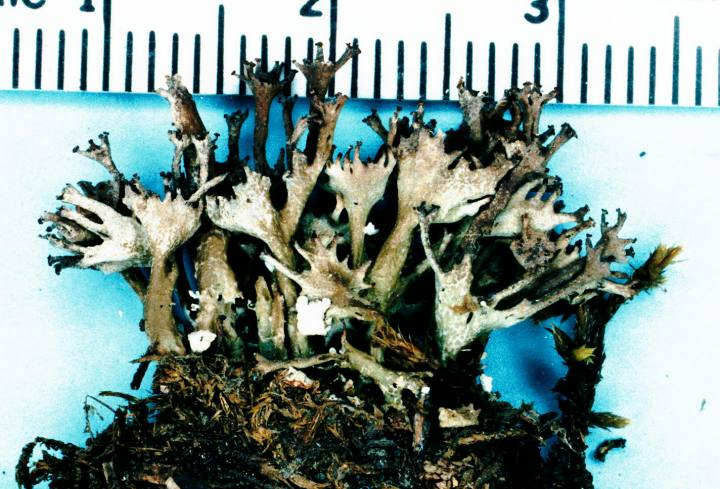